# Amtseinführung
Als Amtseinführung (Inauguration von lateinisch augurium ‚Vorzeichen‘) wird die feierliche Einführung in eine Würde oder ein Amt bezeichnet.

## Formen
- Bereits prähistorische bzw. frühgeschichtliche Ritualformen zur Amtseinführung von Herrschern sind als Inaugurationssitten bekannt. Solch eine scheint auf den Britischen Inseln das Besteigen eines Steines mit Eintiefungen in der Form eines Fußabdruckes gewesen zu sein, in die der neue Herrscher vermutlich treten musste, um symbolisch in die Fußstapfen der Vorgänger zu treten; derartige Steine wurden in Dunadd, in Burwick auf South Ronaldsay und auf den Shetlandinseln gefunden.
- Augurien, die Deutung von Vorzeichen, wurden oft im alten Rom eingeholt, bevor  in das Amt eingeführt wurden. Auguren sagten aus dem Vogelflug die Zukunft voraus. Bis heute wünscht man einander in Italien zum Geburtstag und zu anderen festlichen Anlässen tanti auguri im Sinne von „herzlichen Glückwunsch“.
- Als Inauguration wird die Amtseinführungszeremonie des US-amerikanischen Präsidenten bezeichnet, ebenso wie im Russischen Инаугурация und im Spanischen la Inauguración üblich ist.
- In Österreich ist der Begriff für die Amtseinführung von Universitätsrektoren gebräuchlich. Die feierliche erste Messe eines neuen Papstes wird als Inaugurationsmesse bezeichnet. In Deutschland werden Universitätsprofessoren durch die Inauguralvorlesung in das Amt eingeführt.
- Die schriftliche Arbeit zur Erlangung eines Doktorgrades wird manchmal Inauguraldissertation genannt, insbesondere in Fächern, in denen diese die erste eigenständige Forschungsleistung ist.